# Trigonopterus tanah
Trigonopterus tanah – gatunek chrząszcza z rodziny ryjkowcowatych i podrodziny krytoryjków.

## Taksonomia
Gatunek ten opisany został po raz pierwszy w 2021 roku przez Radena P. Narakusumo i Alexandra Riedela na łamach „ZooKeys”. Jako miejsce typowe wskazano górę Dako w kabupatenie Tolitoli w indonezyjskiej prowincji Celebes Środkowy. Epitet gatunkowy oznacza po indonezyjsku „gleba” i odnosi się do miejsca bytowania owada.

## Morfologia
Chrząszcz o ciele długości 2,1 mm, wysklepionym, w zarysie prawie jajowatym ze słabym przewężeniem między przedpleczem a pokrywami, ubarwionym czarno z żółtawymi czułkami i rdzawymi odnóżami. Ryjek samca zaopatrzony jest w listewkę środkową i parę listewek przyśrodkowych. Epistom jest niewyraźny. Powierzchnia przedplecza jest grubo i gęsto punktowana oraz siateczkowana. Pokrywy mają głębokie rzędy z gęsto upakowanymi punktami oraz żeberkowate międzyrzędy. Listewki przednio-brzuszne na udach przedniej pary są niezmodyfikowane, na tych pozostałych par występuje zaś ząbek w wierzchołkowej połowie. Tylna para odnóży ma na udach przedwierzchołkową łatkę strydulacyjną. Genitalia samca mają prącie o bokach prawie równoległych, przy środku płytko przewężonych oraz skąpo oszczecinionym i zaokrąglonym szczycie. Aparat przenoszący jest ząbkowaty, otoczony parą małych sklerytów. Przewód wytryskowy jest wyposażony w słabo widoczny bulbus.

## Ekologia i występowanie
Ryjkowiec ten zasiedla górskie lasy. Spotykany jest na rzędnych od 1100 do 1200 m n.p.m. Bytuje w ściółce.
Owad orientalny, endemiczny dla Celebesu, znany tylko z lokalizacji typowej w prowincji Celebes Środkowy.